# Matt Ryan
Matthew Thomas "Matt" Ryan, född 17 maj 1985 i Exton, Pennsylvania, är en tidigare amerikansk fotbollsspelare (quarterback) för NFL-laget Atlanta Falcons.
Ryan spelade på collegenivå för Boston College.